# Gustaw Gwozdecki

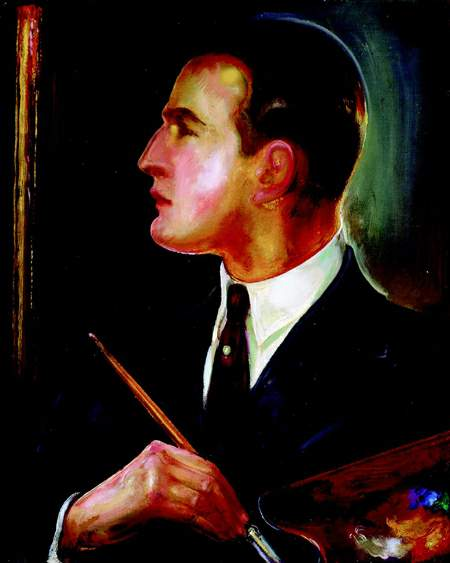
Gwozdecki, zelfportret, 1928

Gustaw Gwozdecki (Warschau, 23 mei 1880 - Parijs, 8 maart 1935) was een Pools kunstschilder en beeldhouwer. Een deel van zijn werk wordt wel gerekend tot het expressionisme.

## Leven en werk
Gwozdecki was de zoon van een kunstcriticus en theaterdirecteur in Warschau. In 1899 ging hij voor kunststudies naar München en vervolgens studeerde hij aan de Academie voor Beeldende Kunsten te Krakau (onder Jan Stanisławski) en te Warschau aan de Academie voor Schone Kunsten (onder Konrad Krzyżanowski). In 1902 ging hij naar Parijs en schreef zich in bij de École nationale supérieure des beaux-arts voor studies in de beeldhouwkunst. Uiteindelijk koos hij toch overwegend voor de schilderkunst. Hij zou zijn leven lang in Parijs blijven wonen. In 1914 stichtte hij er een particuliere opleiding voor Poolse kunstenaars. Na de Eerste Wereldoorlog reisde hij diverse malen naar New York, waar hij ook exposeerde.
Gwozdecki schilderde landschappen, stillevens, genrewerken en portretten. Zijn werken kenmerken zich door een vereenvoudigde, soms primitivistische weergave, vaak gebruik makend van verzadigde aardkleuren. Zijn portretten lijken vaak in marmer gehouwen, wat zijn affiniteit met de beeldhouwkunst verraadt. Exemplarisch zijn een aantal tekeningen en portretten die hij rond 1920 maakte van Alice Prin ('Kiki de Montparnasse').
Gwozdecki schreef ook diverse essays en een aantal boeken over kunst.

## Galerij

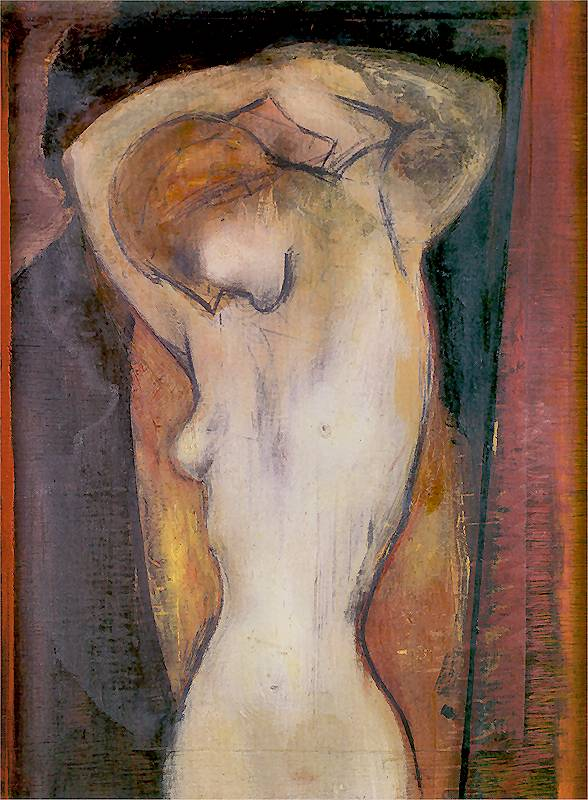
Act
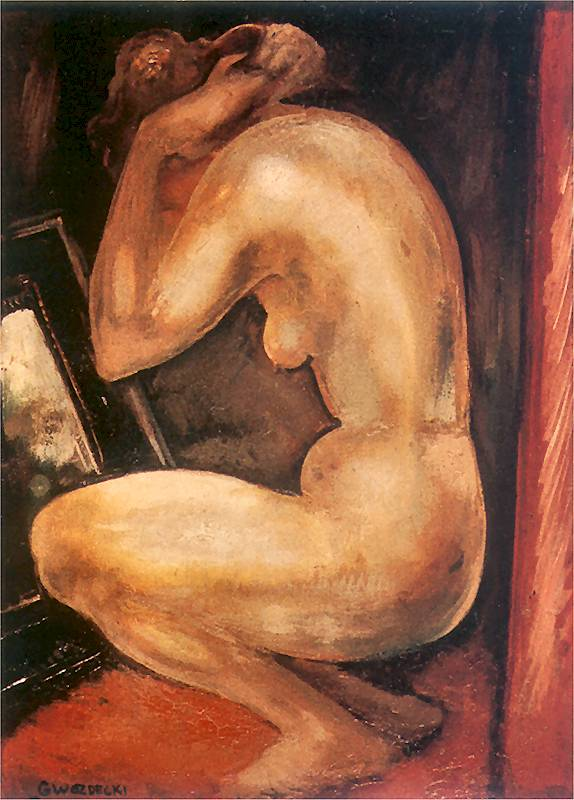
Vrouw voor de spiegel
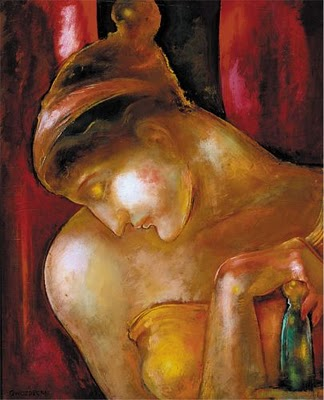
Meisje met flacon
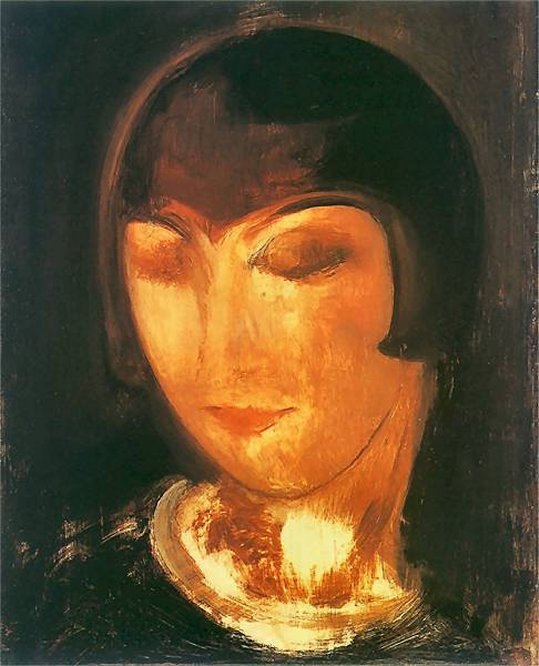
Alice Prin (Kiki de Montparnasse) I
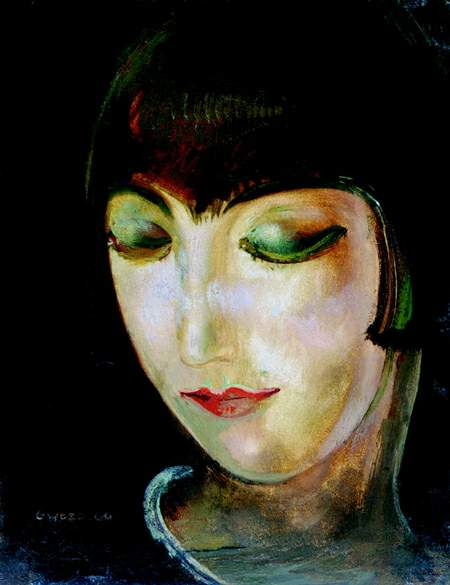
Alice Prin (Kiki de Montparnasse) II
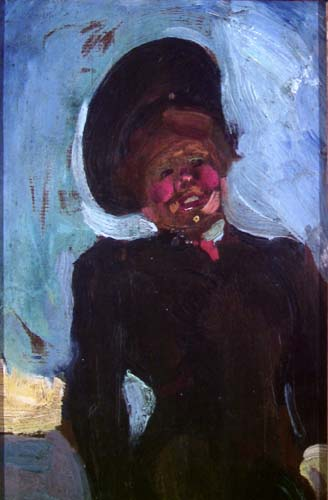
Portret van een vrouw
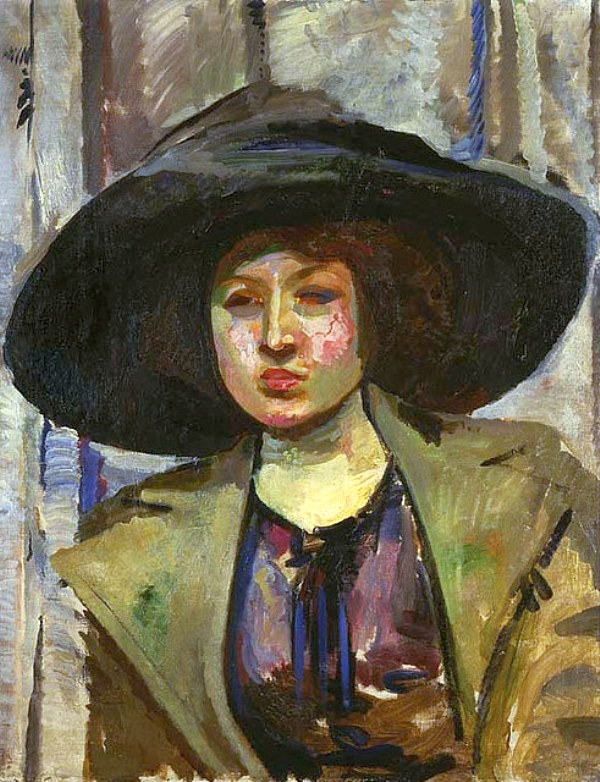
Portret van Kazimieri Felix
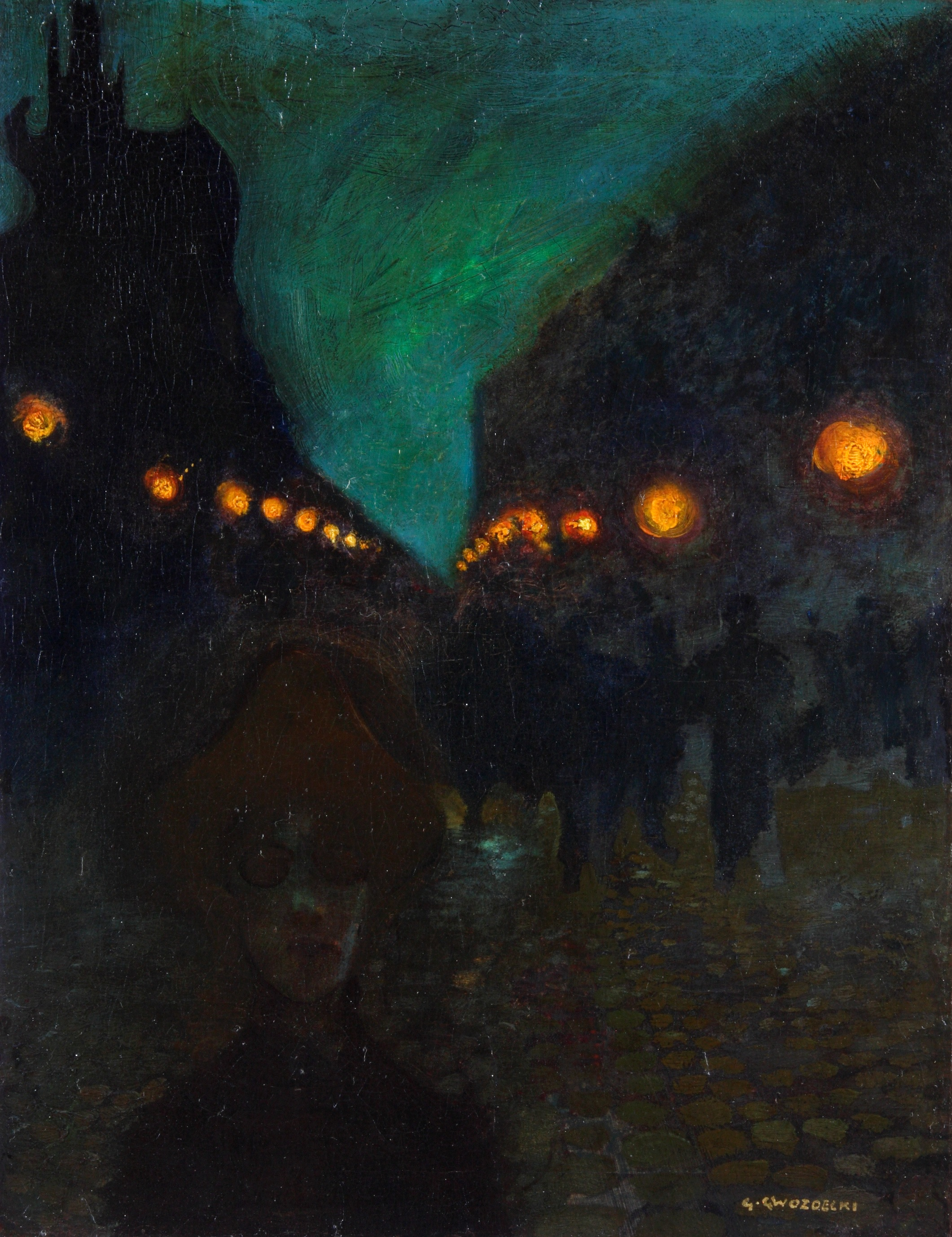
Avond in Parijs
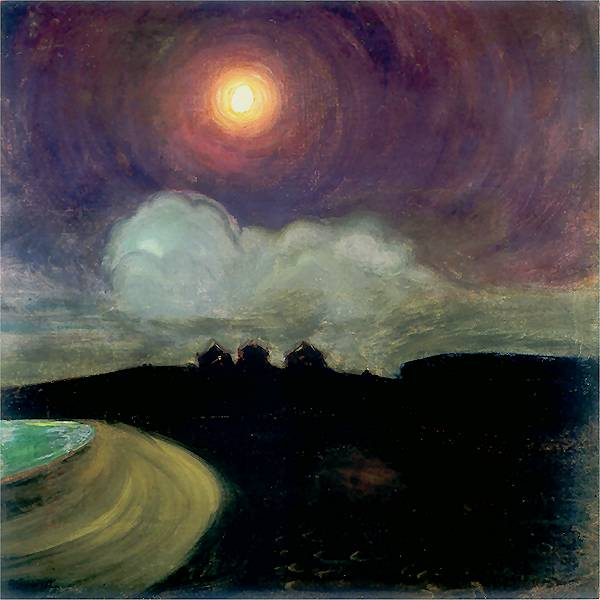
Maan
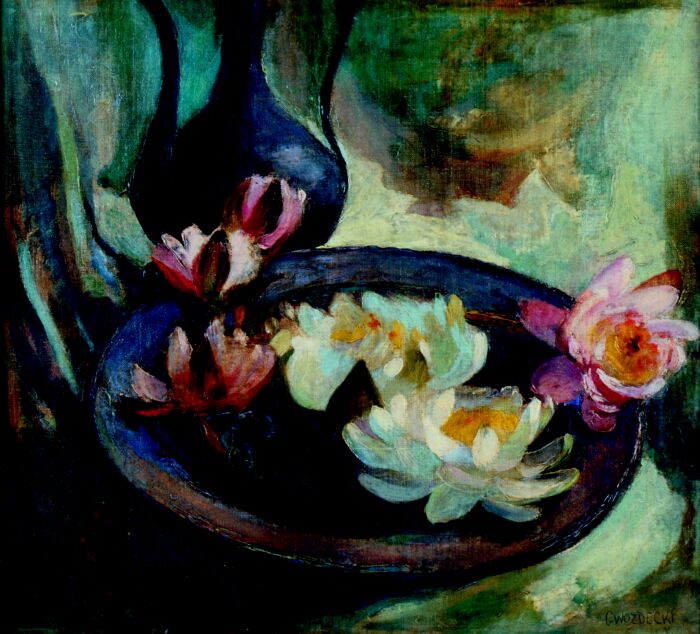
Stilleven